# Arabella Stuart
Arabella Stuart (anglès: Arbella Stuart)  (Nottinghamshire, 10 de novembre de 1575 - Torre de Londres, 27 de setembre de 1615) va ser una aristòcrata anglesa, filla de Charles Stewart, catorzè comte de Lennox, i d'Elizabeth Cavendish. Va ser cosina de Jaume VI d'Escòcia i va ser vista com una possible successora de la reina Elisabet I d'Anglaterra i com una rival pel rei Jaume, ja que era pretendent al tron d'Anglaterra i d'Escòcia.
Enric VI de França va voler-se casar amb ella però Elisabet I ho va impedir. Posteriorment va voler casar-se amb William Seymour, antic pretendent al tron anglès, però el rei s'hi oposà, per la qual cosa s'escaparen i es casaren en secret. Ella va ser capturada i empresonada a la Torre de Londres, on embogí i morí.